# Chiesa di Santa Maria degli Angeli in Valli
La chiesa di Santa Maria degli Angeli in Valli si trova a Siena, in via Enea Silvio Piccolomini nel quartiere di Valli.

## Storia e descrizione
L'edificio nacque come pertinenza di uno dei numerosi monasteri situati un tempo lungo l'antica Via Cassia verso Roma.
Rifatta nel 1457, la chiesa ha mantenuto la struttura architettonica rinascimentale a croce latina, con fronte in cotto, un elegante portale e, all'interno, volta a botte che conserva rare tracce della decorazione pittorica quattrocentesca. La ristrutturazione completa dell'arredo interno fu realizzata nel corso del XVIII secolo.
Attribuiti a Galgano Perpignani sono i due riquadri sulle pareti laterali con episodi della storia della chiesa e le quattro scene dipinte ai lati dell'altare maggiore e nel coro. All'altare, la pala con la Madonna col Bambino e santi è di Raffaellino del Garbo (1502), entro una cornice di Antonio Barili.
Nel transetto sinistro è il Miracolo delle Nevi di Rutilio Manetti. Provenienti dalla chiesa di San Mamiliano in Valli sono il San Girolamo sostenuto dagli angeli, in cui si riconosce la mano di Francesco Rustici e la tela di Domenico Volpi con San Bernardino che presenta al pontefice il monogramma di Cristo.